# Henriette Zobel
Henriette Zobel, geschiedene Krähe (geboren am 23. Februar 1813 in Oberrad bei Frankfurt am Main als Maria Margaretha Heinrietta Pfaff (oder Paff); gestorben nach dem 20. Januar 1865), war eine hessische Bürgerin, die in die Ermordung der Mitglieder der Frankfurter Nationalversammlung Hans von Auerswald und Felix von Lichnowsky am 18. September 1848 involviert war. Trotz schwacher Beweise wurde sie 1853 wegen „Theilnahme an einem Complott“, „Anstiftung und Rädelsführung“ und „Betheiligung an der Misshandlung und Tödtung des Generals von Auerswald“ zu 16 Jahren Zuchthaus verurteilt.
Obwohl das Oberappellationsgericht der vier Freien Städte zwei Jahre später die ersten beiden Anklagepunkte fallen ließ, reduzierte es das Strafmaß nur um ein Jahr. Das Urteil gilt als exzessiv und politisch motiviert. Insgesamt verbrachte Zobel 17 Jahre in Untersuchungshaft und Zuchthaus.

## Leben
Henriette Pfaff wurde 1813 geboren als Tochter des Ehepaars Tobias Pfaff (1788/89–1818), Bäckermeister, und Maria Christina geb. Jäck (1791/92–1830). Ihr Vater starb, als sie fünf Jahre alt war, worauf ihre Mutter 1820 erneut heiratete. Der zweite Ehemann der Mutter war der Offenbacher Christian Müller. Aus der ersten Ehe ihrer Mutter hatte Henriette Pfaff vier jüngere Geschwister, aus deren zweiter Ehe sechs Halbgeschwister. Um 1828/29 zog die Familie nach Offenbach. Dort starb die Mutter 1830 an Typhus. Wohl wegen des Tods ihrer beiden Eltern wurde der Handelsmann Jakob Scheibler Henriette Pfaffs Vormund.
Zu Beginn der 1830er Jahre trat Henriette Pfaff in die Dienste einer Offenbacher Witwe. Danach zog sie zu ihrem Vormund, um sich dort „in weiblichen Arbeiten ferner auszubilden“. Mit ihm kam es wegen ihres väterlichen Erbteils zu Vermögenstreitigkeiten und einem Prozess, der bis 1848 noch nicht entschieden war. Daraufhin verließ sie dessen Haus und heiratete am 14. Juli 1833 in Offenbach den Buchdrucker Georg Friedrich Krähe. Die Ehe blieb kinderlos und wurde am 25. Oktober 1837 ohne Angabe von Gründen, „kraft landesherrlicher Machtvollkommenheit“, aufgelöst. In den folgenden anderthalb Jahren verdiente sich Henriette Pfaff ihren Lebensunterhalt mit Handarbeiten. Am 27. März 1839 heiratete sie zum zweiten Mal, diesmal den Darmstädter Bürger und Lithografen Isaak Karl Zobel (1804–1861). Das Ehepaar ließ sich in Seckbach nieder. Auch diese Ehe blieb kinderlos. Mitte 1848 zog das Paar nach Bornheim, was durch eine Abschlagszahlung von 200 Gulden auf Henriette Zobels väterliches Erbe möglich geworden war.
In Frankfurt am Main tagte seit 18. Mai 1848 die Frankfurter Nationalversammlung. Viele Frauen, darunter Henriette Zobel, waren politisch interessiert und besuchten regelmäßig deren Sitzungen. Sie konnten diese in der Paulskirche von der Empore oder von der Damengalerie im Erdgeschoss aus verfolgen.

## Ermordung der Abgeordneten Auersfeld und Lichnowsky und Prozess

### Tat und Verhaftung
Am 16. September beschloss die Frankfurter Nationalversammlung, den am 26. August 1848 von Preußen vereinbarten Waffenstillstand von Malmö im deutsch-dänischen Krieg um Schleswig-Holstein anzunehmen, was von den Linken entschieden abgelehnt worden war. Bei einer Massenversammlung auf der Pfingstweide vor den Toren Frankfurts am 17. September protestierten 10.000 Menschen vehement gegen dieses Vorgehen. Für den Folgetag wurde eine bewaffnete Volksversammlung angekündigt. Reichsministerium und städtische Obrigkeit forderten daraufhin zum Schutz Truppen an. Am 18. September kam es zu schweren Häuser- und Straßenkämpfen, die Aufständischen wurden schnell besiegt. Während der noch laufenden Kämpfe machten die rechtsliberalen Abgeordneten Hans von Auerswald und Felix von Lichnowsky, die der so genannten Casino-Fraktion des rechten Zentrums angehörten, einen militärischen Erkundungsritt, bei dem sie in die Hände von Aufständischen gerieten und ermordet wurden. Es ist nicht klar, ob Auerswald und Lichnowsky zuerst geschossen hatten und daraufhin von einer aufgebrachten Menge erschlagen wurden oder ob sie gezielt Opfer von Lynchjustiz wurden. Für die Konservativen und die gemäßigten Liberalen bedeutete der Doppelmord jedenfalls ein Fanal.

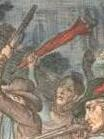
Ausschnitt einer bei der Firma May erschienenen Kreidelithografie, Henriette Zobel mit rotem Regenschirm zeigend

Henriette Zobel wurde sechs Tage nach dem Doppelmord, am 24. September, „auf Grund mehrfacher Indizien und dem Gericht gewordener vertraulicher Mittheilung“ verhaftet. Dabei wurde auch ihr Regenschirm sichergestellt. Obwohl die polizeilichen Ermittlungen bereits im März 1849 abgeschlossen waren, zog sich die Eröffnung des Gerichtsverfahren hin, was auf das Warten auf die Einführung des Geschworenengerichts in Frankfurt am Main zurückgeführt wird. Ein weiterer Grund für die Verzögerung könnte darin liegen, dass Henriette Zobel und die beiden ebenfalls inhaftierten Georg Andreas Nispel und Philipp Rückert Anfang Dezember 1851 in einer Bittschrift beantragt hatten, „sie nach dem bisherigen Kriminalverfahren aburtheilen zu lassen“. Am 5. Dezember 1851 wies das Appellationsgericht den drei Inhaftierten die Verteidiger Gärth, Mumm und Carl Jeanrenaud zu. Die Bedingungen der insgesamt fünf Jahre dauernden Untersuchungshaft waren hart.

### Darstellung in den Medien
Schon bevor ihr der Prozess gemacht wurde, wurde Zobel als zentrale Figur und Verantwortliche der Tat in der Öffentlichkeit etabliert. Die Vorstellung von den Ereignissen des 18. September wurde dauerhaft von einem einzigen Bild geprägt, so der Historiker Remigius Brückmann, nämlich von der Zeichnung „Ermordung der Abgeordneten von Auerswald u. von Lichnowsky“. Dieses „Ereignisbild“ schuf Wilhelm Völker kurz nach der Tat. Es wurde von verschiedenen Medien – als Holzstich, Lithografie, Zeitungsbild, Bilderbogen und als dekoratives Erinnerungsstück – in unterschiedlichen kompositorischen Abwandlungen übernommen, was dem Bild den Status einer Ikone mit „dem entsprechenden Authentizitätsanspruch“ verschaffte.
Völkers ursprüngliche Zeichnung zeigt eine aufgebrachte Menge, in der Bildmitte einen von mehreren Männern festgehaltenen Mann (Lichnowsky), auf dessen entblößte Brust ein Gewehr gerichtet ist. Diese Fassung erschien leicht abgewandelt als Holzstich erstmals am 14. Oktober 1848 in der Illustrirten Zeitung. Etwas später kam die Zeichnung als Bilderbogen bei der Firma May in den Verkauf. In dieser Fassung ist im Hintergrund eine einen Regenschirm schwingende Frau, nämlich Henriette Zobel, zu sehen. Im Holzstich der Illustrirten Zeitung befand sich an dieser Stelle eine beilschwingende Hintergrundsfigur. In der kolorierten Fassung ist der Regenschirm rot dargestellt, um Zobels politisch linke Gesinnung herauszustellen, obwohl der Regenschirm in Wirklichkeit schwarz war. Ein etwas später in Frankfurt veröffentlichtes Blatt reduzierte die Szene noch weiter auf eine „biblische Steinigungsszene“ und zeigt den Abgeordneten, von Bewaffneten umringt und bedroht. Eine überdimensional dargestellte Marktfrau, wiederum Zobel, schlägt mit einem riesigen Schirm auf ihn ein.

Darstellungen von 1848 der Ermordung der Abgeordneten Auerswald und Lichnowsky
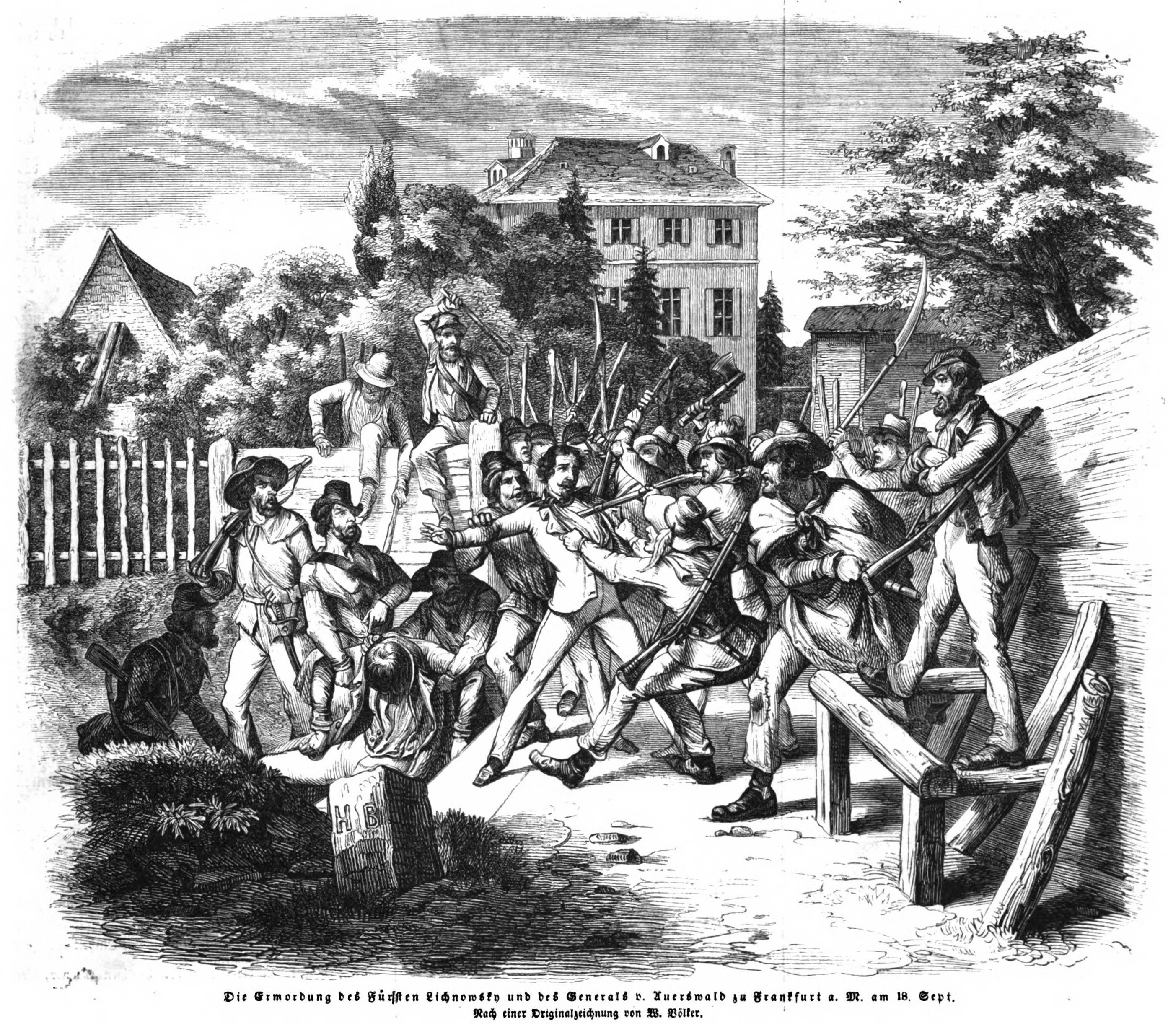
Die Ermordung des Fürsten Lichnowsky und des Generals v. Auerswald zu Frankfurt a. M. am 18. Sept., Holzstich, nach Wilhelm Völker, aus: Titelblatt der Illustrirten Zeitung vom 14. Oktober 1848
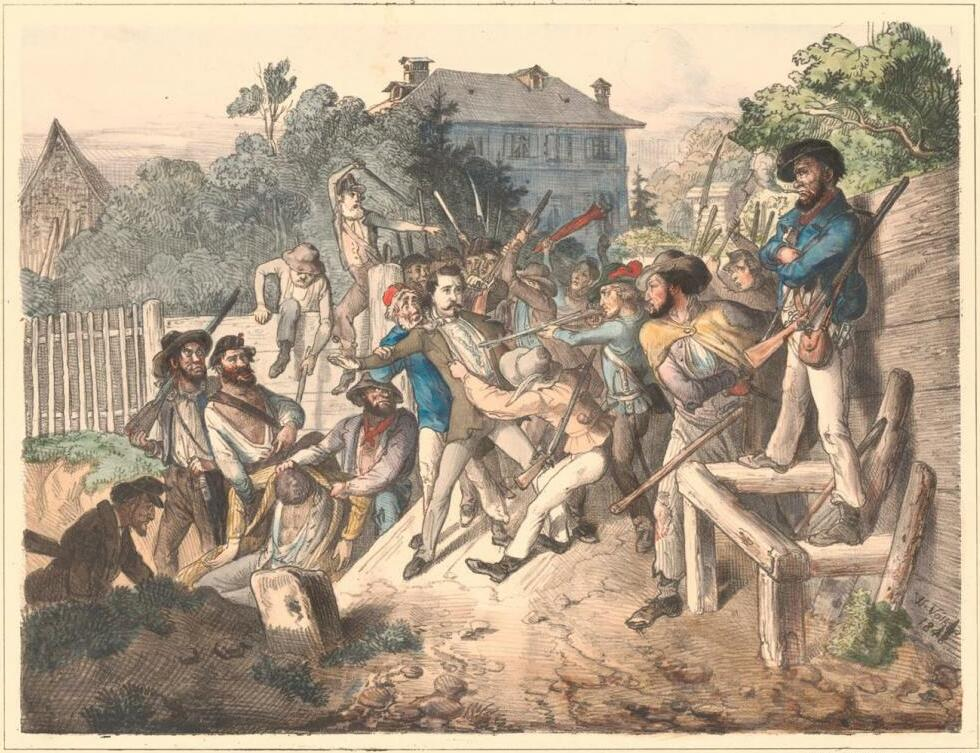
Ermordung der Abgeordneten von Auerswald u. von Lichnowsky, Kreidelithografie, Firma Eduard Gustav May nach Wilhelm Völker
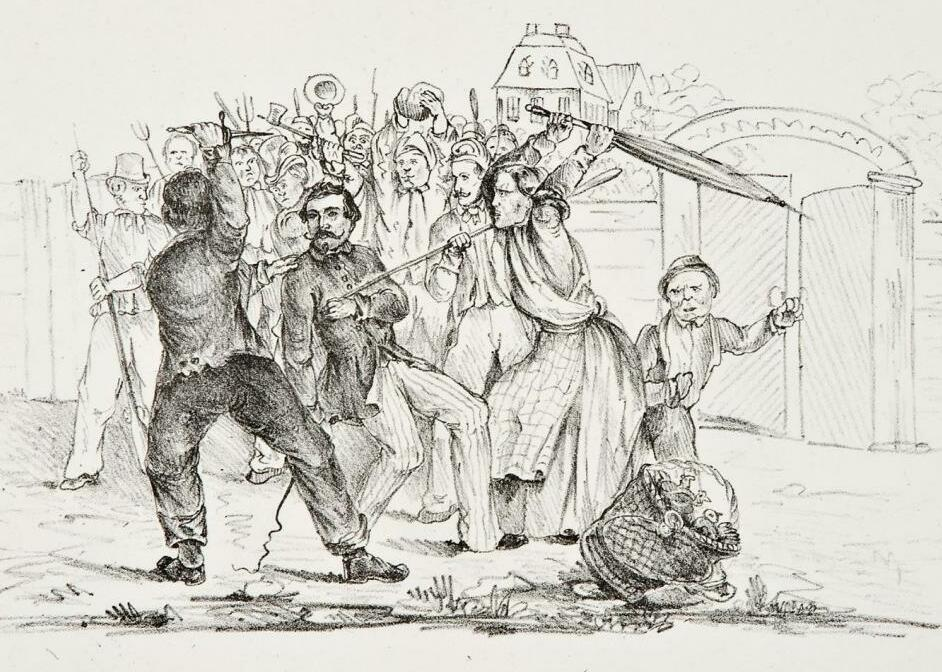
Die Ermordung Lichnowskys, Kreidelithografie, vermutlich verlegt von J. B. Simon

### Prozess und Verurteilung
Erst nach fünf Jahren Untersuchungshaft wurde Zobel wegen des Mordes an dem Abgeordneten Auerswald der Prozess gemacht. Was über ihre Beteiligung und ihr politisches Engagement bekannt ist, stammt im Wesentlichen aus den Prozessakten und dem Gutachten Christian Reinhold Köstlins, Professor für Strafrecht, der über die Ermordung und den Prozess eine Abhandlung auf Basis der Prozessakten veröffentlichte. Wie der Historiker Lothar Gall betonte, zielten ihre Aussagen und die Argumentation des Verteidigers, Daniel Heinrich Mumm, während des Prozesses darauf ab, sie im guten Licht erscheinen zu lassen, weshalb sie zum Beispiel leugnete, je die Sitzungen in der Paulskirche besucht zu haben. Sie hätte sich lediglich einmal die „Decorirung“ der Kirche angesehen.

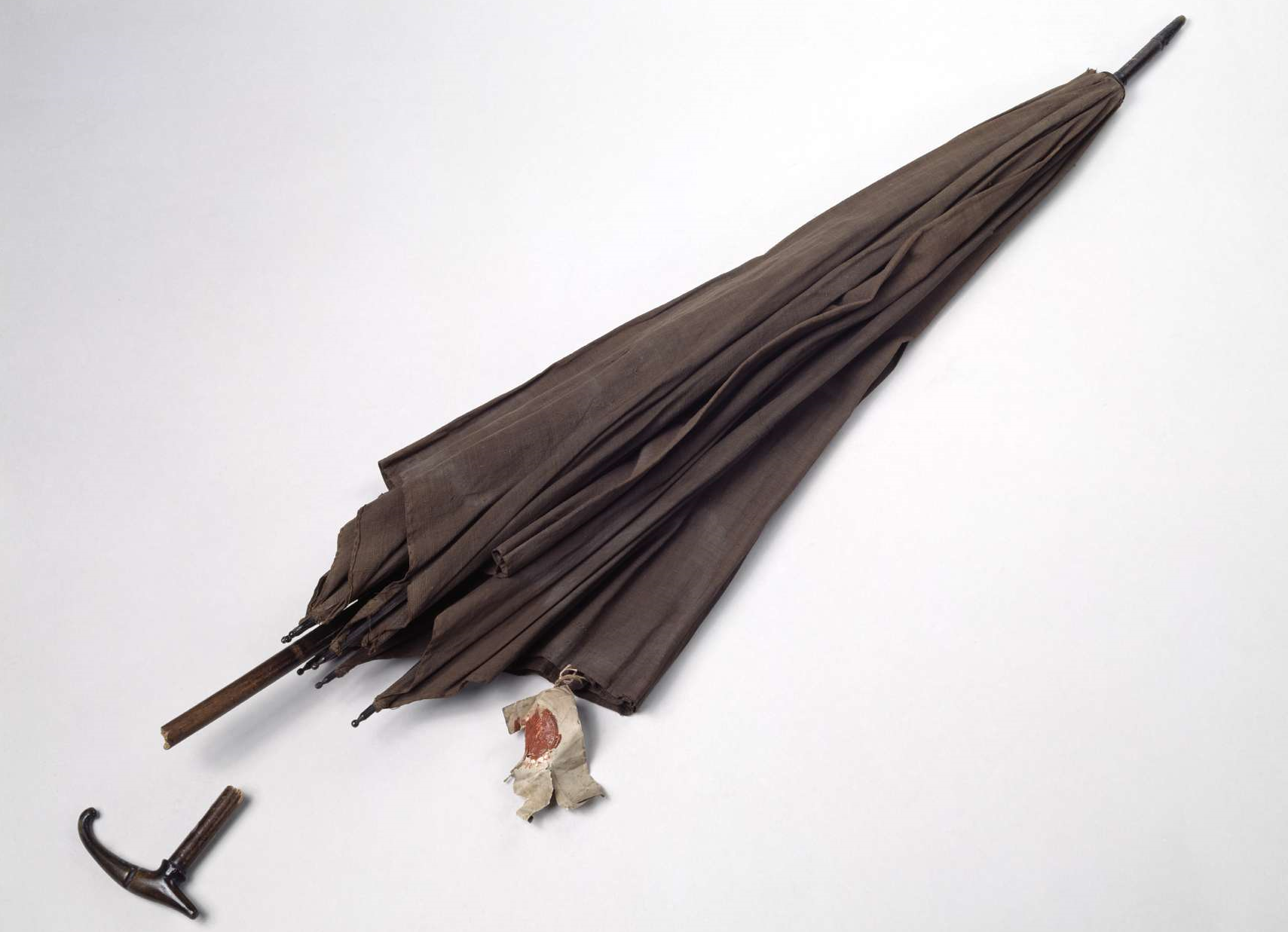
Regenschirm der Henriette Zobel, um 1848, angehängtes Etikett mit Frankfurter Amtssiegel

Henriette Zobel hatte an der Massenversammlung auf der Pfingstweide teilgenommen, was sie nicht abstritt. Gall schätzte sie daher als Linke ein, die „sich von der möglicherweise auch gewaltsamen Durchsetzung des politischen und gesellschaftlichen Programms dieser Linken zugleich eine entscheidene Veränderung und Verbesserung ihrer privaten Lage versprach.“
Am Nachmittag des 18. September begleitete Henriette Zobel ihren Mann, als dieser eine Lithografie mit Steinplatte auslieferte. Wegen einer Barrikade kamen sie jedoch nicht zu ihrem Kunden durch, deponierten die Steinplatte bei einem Bekannten und machten sich auf den Rückweg nach Bornheim. Am Friedberger Tor stießen sie auf die Menge, die die beiden Abgeordneten verfolgte, und schlossen sich dieser an. Das folgende Geschehen erklärte Zobels Verteidiger mit Massenhysterie. Die Menge hätte die beiden Reiter der Spionage für die einrückenden preußischen Truppen verdächtigt, weil sie sich nach deren Marschrichtung erkundigt hätten. Zudem hätten sie Lichnowsky erkannt, der als Sprecher der Konservativen den links Gesinnten verhasst war. In blinder Wut hätten sie ihn daraufhin verfolgt und schließlich getötet.
Henriette Zobel, aber nicht ihr Mann, lief in der Menge mit. Die Anklage warf ihr vor, auf der Friedberger Chaussee Steine auf die beiden Abgeordneten geworfen zu haben. Dann sollte sie den Verfolgern das Haus gezeigt haben, in dem sich die Abgeordneten versuchten zu verstecken, mit ihrem Regenschirm auf Auerswald eingeschlagen und die Menge zu seiner Ermordung aufgefordert haben. Schließlich hätte sie noch Steine auf den bereits am Boden Liegenden geschleudert. Zobel gab zu, in der Menge mitgelaufen zu sein und mit ihrem Regenschirm gefuchtelt oder geschlagen zu haben, wies aber die anderen Vorwürfe zurück.
Zobel wurde am 31. Januar 1853 zu sechzehn Jahren Zuchthaus wegen „Theilnahme an einem Complott zur Tödtung des Generals von Auerswald sowie der Anstiftung und Rädelsführung dabei“ verurteilt. Mit ihr wurden der Schneidergeselle Philipp Rückert (?–1854) und der Etuimacher und Buchbinder Georg Andreas Nispel (1811–1853) wegen der Morde an den Abgeordneten mit Zuchthausstrafen von fünf bzw. 14 Jahren belegt.
Bei der Revision zwei Jahre später ließ das Oberappellationsgericht in Lübeck die Anklagepunkte „Theilnahme an einem Complott“ und „Anstiftung und Rädelsführung“ ganz fallen. Es blieb die „Betheiligung an der Misshandlung und Tödtung des Generals von Auerswald“. Trotz dieser in Summe weniger schwerwiegenden Tatbestände, im modernen Strafrechtsbegriff „Beihilfe zum Totschlag“, reduzierte das Gericht Zobels Zuchthausstrafe nur um ein Jahr auf fünfzehn Jahre, worauf drei der bis dahin schon verbüßten sechs Jahre Untersuchungshaft angerechnet wurden. Der Strafrahmen für Totschlag lag damals bei fünf bis 25 Jahren.
Gall bezeichnete das Urteil, das sich nur auf unsichere Beweise stützte, als „zweifellos exzessiv“. Der dünnstielige Schirm hätte keine ernsthafte Waffe dargestellt, der Hinweis auf den Steinwurf blieb vage und die Obduktion hätte keinen Hinweis auf davon herrührende Verletzungen belegt. Tatsächlich starben die beiden Abgeordneten durch Schüsse. Eine führende Rolle Zobels, wie im Urteil festgehalten, schließt Gall aus, da sich das in den vielfältigen Quellen zum Geschehen niedergeschlagen hätte und auch die polizeiliche Untersuchung dies belegt hätte.
Gall kam zu dem Schluss, dass das Urteil „zweifellos ein politischer Akt, ein Akt der politisch motivierten Strafjustiz“ gewesen sei, da man bei einem derartigen Verbrechen sonst die Art und den Grad der individuellen Tatbeteiligung sehr viel genauer und zugleich unbefangener hätte prüfen müssen: „Es handelte sich also um ein Urteil im Interesse und zu Gunsten der wiederhergestellten politischen und sozialen Ordnung.“ Das harte Urteil führte er darauf zurück, dass es auf dem Höhepunkt der Reaktionszeit erging.

### Haft und Entlassung
Ihre Zuchthausstrafe verbüßte Zobel zunächst im großherzoglich-hessischen Korrektionshaus in Dieburg, später wurde sie in das großherzogliche Landeszuchthaus zu Marienschloß bei Rockenberg verlegt. In den folgenden Jahren reichte Zobel zwei Gnadengesuche ein, denen nicht entsprochen wurde. Erst 1865 hatte ein erneutes Gnadengesuch Erfolg. Wegen ihrer zerrütteten Gesundheit wurde sie am 20. Januar 1865 auf Bewährung entlassen. Insgesamt hatte sie 17 Jahre in Untersuchungshaft und Zuchthaus verbracht.
Nach ihrer Entlassung zog Zobel in das Gebiet des Großherzogtums Hessen, des Geburtsstaates ihres Mannes, der vier Jahre zuvor gestorben war. Vermutlich war ihr zur Auflage gemacht worden, dass sie das Territorium der Stadt Frankfurt am Main nicht mehr betreten dürfe. Ein letztes Mal ist sie im Adressbuch der Stadt Offenbach von 1865 verzeichnet mit dem Eintrag: „Zobel, Karl Wttb., Mainquai 6“. (Die nachgestellte Abkürzung „Wttb.“ meint Wittib, also Witwe, im Sinn von „die Witwe des Karl Zobel“.)
Über ihr späteres Leben und ihren Tod ist nichts bekannt.

## Rezeption und Wirkungsgeschichte

### Zeitgenössische Rezeption
In seiner Darstellung der Ermordung und des Prozesses charakterisierte der Strafrechtsprofessor Christian Reinhold Köstlin Henriette Zobel folgendermaßen und prägte damit das Bild von ihr nachhaltig:

„Jene Zeit, die so viele aus ihrem Gleise schleuderte, hat auch diese Frau aus der dem Weibe geziemenden Bahn gerückt. Sie hat in der Paulskirche gesessen, hat auf Zitz [Abgeordneter Franz Heinrich Zitz, ein Linker] und Genossen gehorcht, hat Politik getrieben. [...] Sie sog aus der Politik, wie sie ihr zugänglich wurde, das Gift des Hasses gegen die Wohlhabenden, der Wuth gegen die Vornehmen, die Besitzenden, gegen Alle, die sie im Verdachte hatte, daß die Noth und der Ruin des Volks ihnen in die Schuhe zu schieben sei. So gestimmt hätte sie wohl auch die brennende Fackel in einen Pallast geworfen. Als ihr denn aber ein Dämon jene beiden so unzeitig spazieren reitenden vornehmen Herrn vorüberführte, da quoll es glühend in ihr auf. Sie wollte das Volk rächen, als Würgengel ihm voranschreiten [...]“

### Wirkungsgeschichte
1930 griff der Historiker Veit Valentin auf Köstlins Darstellung zurück und schilderte Zobels Beteiligung am Mord in seiner Geschichte der deutschen Revolution von 1848–49 wie folgt:

„Die Frau eines heruntergekommenen Notenlithographen, Henriette Zobel, lief täglich in die Paulskirche, sog aus den Parlamentsdebatten Haß ein gegen alle Angehörigen der höheren und besitzenden Klassen und wurde am 18. September Hauptanstifterin und grausame Mittäterin bei der Ermordung des Fürsten Lichnowsky.“

Zobel war für den Mord an Auerswald verurteilt worden, Valentin nannte fälschlicherweise Lichnowsky, vermutlich, weil durch die Lithografien nach Völker dessen Schilderungen das kulturelle Gedächtnis beherrschten. Wie Gall ausführt, hätten Köstlin und fast achtzig Jahre später Valentin gefolgert, dass Zobel durch ihre Besuche der Sitzungen der Nationalversammlung zur engagierten Parteigängerin der äußersten Linken geworden sei und „alles weitere haben sich daraus dann mit innerer Logik ergeben“. Valentin hätte Köstlins Schlussfolgerungen dann noch radikalisiert und sie zur Hauptanstifterin gemacht.
Zobels Schirm blieb im Stadtarchiv bei den Kriminalakten bewahrt. Im Jahr 1950 wurde er an das Historische Museum Frankfurt übergeben, in dessen Dauerausstellung er heute (2024) gezeigt wird.